# Фишер, Иоганн Баптист
Иоганн Баптист Фишер (нем. Johann Baptist Fischer, нидерл. Johannes Baptista Fischer; 1803—1832) — немецкий зоолог, ботаник и врач, живший в Нидерландах.

## Биография
Иоганн Баптист Фишер родился, предположительно, в 1803 году в Мюнхене.
Работал врачом в Лейпциге, затем переехал в Брюссель, столицу Нидерландского королевства. Там Фишер стал ассистентом Карла Людвига Блюме в Рейксгербарии. В 1826 году Фишер сопровождал Блюме во время научной экспедиции на остров Ява. В 1828 году была издана первая часть книги Блюме и Фишера Flora Javae nec non insularum adjacentium, посвящённая флоре Явы. Также Фишер изучал млекопитающих этого острова, в 1829 году он издал Synopsis Mammalium. В 1830 году из-за начала Бельгийской революции Фишер был вынужден переехать в Лейден.
26 мая 1832 года Иоганн Фишер скоропостижно скончался.